# John Smyth
John Smyth (1570 – 28. srpna 1612) byl anglický baptistický kazatel a zastánce principu náboženské svobody. Mnohými historiky je pokládán za zakladatele moderního baptismu.

## Pozadí
Narodil se roku 1570. Studoval na universitě v Cambridgi, kde získal hodnost bakaláře a mistra svobodných umění a byl ustaven členem správní rady na Christ’s College. Roku 1594 byl ordinován biskupem Wickhamem za anglikánského duchovního a působil jako katedrální kazatel v Lincolnu, odkud odešel v roce 1602. Nějaký čas provozoval lékařskou praxi a příležitostně kázal v Gainsborough. Zde brzy opustil anglikánskou církev a stal se kazatelem skupiny independentů (nezávislých). Ti však byli pronásledováni hlavou anglikánské církve králem Jakubem I., proto odešel roku 1608 se skupinou 40 vystěhovalců do svobodomyslného Holandska. Tam se v Amsterodamu setkal s mennonity.

## První baptistický sbor
Skupina kolem Smythe byli vyznavači wiklifismu, považovali katolickou církev za antikrista a anglikáni pro ně nebyli o nic lepší. Hledali krásnou, na pravdách Bible postavenou, církev. A protože se jim žádná církev nepodobala církvi biblické, rozhodli se novozákonní církev znovu založit. Roku 1608 Smyth pokřtil skupinu svých souvěrců na základě jejich vědomě vyznané víry v Krista a založil první baptistický sbor.

## Počátky nového hnutí
Na rozdíl od baptistů ale křest udělovali zatím politím a vlivem mennonitů zavedli biskupský úřad. Teologicky se také posunovali od přísného kalvinismu k arminiánským názorům. Brzy se díky diskusím o těchto a jim podobných teologických otázkách začali štěpit, ale baptismus byl na světě a brzy se začal šířit. Smythův přítel a žák Thomas Helwys se s malou skupinou oddělil a vrátil roku 1612 do Anglie a v londýnském Spitalfields založil první baptistický sbor na anglické půdě.

## Dílo
- Zásady a důsledky (1607)
- Rozdíly separovaných církví (1608)
- Povaha šelmy (1609)